# Paul Baum (Fußballspieler)
Paul Baum, Spitzname „Caesar“ (* 11. Oktober 1921 in Kaiserslautern; † unbekannt), war ein deutscher Fußballspieler des 1. FC Kaiserslautern vor und nach dem Zweiten Weltkrieg.

## Leben
Paul Baum spielte in der Jugend wie auch im Seniorenbereich mit Fritz Walter zusammen. Mit der ersten Jugendmannschaft des FCK gewann er 1939 die Bannmeisterschaft und wurde auch in der Auswahl des Bann 323 in den HJ-Wettbewerben eingesetzt; so unter anderem am 30. April 1939 in der Begegnung gegen den Bann 317 (Ludwigshafen). Er debütierte in der 1. Mannschaft des FCK in der Saison 1939/40 in der Gauliga Südwest, als die „Roten Teufel“ erstmals die Meisterschaft erringen konnten. Unter Trainer Karl Berndt absolvierte er zwei Gauligaspiele an der Seite von Mitspielern wie Fritz Walter (13 Spiele, 25 Tore), Werner Baßler und Heinrich Hergert.  Auch in der letzten Kriegsrunde 1943/44 kam er zu fünf Einsätzen für seinen Heimatverein. Zwischenzeitlich war er als Gastspieler bei Halle 1896 im Einsatz. Insgesamt wird Baum mit 14 Gauligaeinsätzen von 1939 bis 1944 für das Team vom Betzenberg aufgeführt.
Nach Ende des Zweiten Weltkriegs gehörte er zu den ersten Spielern, welche unter Spielertrainer Fritz Walter mit dem erfolgreichen Neubeginn im Südwesten eine Erfolgsstory starteten. Er gehörte von 1945/46 bis 1948/49 laut Bold und Röder dem FCK-Kader in der Nordstaffel im Südwesten an und konnte mit der Mannschaft von 1947 bis 1949 drei Meisterschaften in Folge feiern. Die letzten fünf Oberligaspiele absolvierte der zumeist als Außenläufer im damaligen WM-System eingesetzte Spieler in der Runde 1948/49, als er gegen Phönix Ludwigshafen (0:1), SG Gonsenheim (13:0, ein Tor), FK Pirmasens (0:2), FSV Trier-Kürenz (9:1) und im Nachholspiel am 17. April 1949 gegen die SpVgg Andernach bei einem 5:3-Heimerfolg zum Einsatz gebracht wurde. 
Insgesamt werden ihm 31 Ligaspiele mit vier Toren zugeschrieben.